# Dominique Bourel
Dominique Bourel (* 25. Januar 1952 in Offenburg) ist ein französischer Historiker, Philosoph, Religionswissenschaftler, Biograf, Übersetzer und Hochschullehrer.

## Leben
Dominique Bourel wurde am 25. Januar 1952 in Offenburg im Westen Baden-Württembergs als Sohn einer französischen Familie geboren. Seine Kindheit verlebte er in Paris. Hier studierte er Philosophie und Religionsgeschichte an der Sorbonne Paris, sowie an der Johannes Gutenberg-Universität Mainz, der Ruprecht-Karls-Universität Heidelberg und der Harvard University, mit den Stipendien des Deutschen Akademischen Austauschdiensts (DAAD), der Alexander-von-Humboldt-Stiftung und der Arthur-Sachs-Stiftung (Arthur Sachs Foundation für Studenten mit französischer Staatsbürgerschaft).
Seine Hochschullehrtätigkeit führte ihn an die Freie Universität Berlin, die Elite-Hochschule für Sozialwissenschaften in Paris (EHESS) und die Hebräische Universität Jerusalem. Er trat 1981 als Spezialist für deutsch-jüdische Geistesgeschichte des 18. Jahrhunderts und Berlinologe in das Nationale Zentrum für wissenschaftliche Forschung (CNRS) am Centre Roland Mousnier de la Sorbonne (CRM) ein und wurde dessen Forschungsdirektor. 
In den Jahren 1989 bis 1995 arbeitete er als Redakteur beim französischer Verlag Albin Michel und war Redaktionsleiter der Revue de synthèse. Er wurde als Gastdozent an verschiedene deutsche, italienische und israelische Universitäten eingeladen. Er ist Absolvent der École pratique des hautes études (EPHE) und wurde unter der Richard Stauffer zum Doktor der Philosophie sowie 1994 unter der Leitung von Pierre Chaunu zum Doktor der Literatur promoviert.
Von 1996 bis 2004 stand er als Direktor dem Französisches Forschungszentrum in Jerusalem (Centre de recherche français à Jérusalem) vor. Von 2012 bis 2013 war er Gastprofessor an der Humboldt-Universität zu Berlin, als Inhaber des vom DAAD geförderten Lehrstuhls „Walter Benjamin“. Dominique Bourel ist Präsident der Jury für die Preisvergabe der Stiftung des französischen Judentums (Fondation du judaïsme français). 
Er entwickelte sich zum Spezialisten für das deutsche Judentum und ist Autor zahlreicher Artikel. Dominique Bourel verfasste 2004 die Biografie Moses Mendelssohn – Begründer des modernen Judentums und im Jahre 2015 die Biografie über Martin Buber – Was es heißt, ein Mensch zu sein. Diese Bücher werden zu seinen Hauptwerken gezählt.
Für das Wintersemester 2018 war er Gastprofessor des Selma Stern Zentrum für jüdische Studien Berlin Brandenburg (ZJS) am Moses Mendelssohn Zentrum für europäisch-jüdische Studien (MMZ), dem im Herbst 2020 ein Forschungsaufenthalt, gefördert durch die Alexander von Humboldt-Stiftung folgte.

## Ehrungen (Auswahl)
- Vermeil-Medaille der Académie Française (Médaille de Vermeil de l'Académie)
- Preis der Akademie der Moralischen und Politischen Wissenschaften
- Wissenschaftspreis des Vereinten Jüdischen Sozialfonds (Fonds social juif unifié (FSJU))
- Träger des Orden der Künste und der Literatur der Klasse Chevalier
- 2004 Deutsch-französischer Parlamentspreis, für die Mendelssohn-Biografie[5]
- 2021 Franz-Rosenzweig-Gastprofessur der Universität Kassel[6]

## Eigene Werke und Artikel (Auswahl)
Als Autor verfasste er hundert wissenschaftlichen Artikeln ist Mitglied mehrerer Redaktionsausschüsse wissenschaftlicher Zeitschriften und wissenschaftlicher Gesellschaften sowie Autor von Übersetzungen, Editionen und Sammlungen. 
- 1979 Moses Mendelssohn, Morgenstunden, Stuttgart Reclam,
- 1979 Moses Mendelssohn, Phädon, Hamburg, Felix Meiner
- 1979–1981 Aufklärung : la spécificité des Lumières allemandes, Paris,(= Archives de philosophie, 44/46)
- 1981 Juifs et Judaïsmes, (= Dix-Huitième Siècle X).
- 1984 Christian Wilhelm Dohm, Sur la réforme politique des juifs, (1781), Stock
- 1985 Martin Buber, Fragments aubiographiques, Stock
- 1985 Frédéric II, OEuvres philosophiques, avec Jean-Robert Armogathe, Fayard, « Corpus »
- 1986 Le Siècle des Lumières et la Bible, avec Y. Belaval, Beauchesne
- 1991 De Könisgberg à Paris. La réception de Kant en France (1788–1804), avec F. Azouvi, Vrin
- 1991 De Sils Maria à Jérusalem. Nietzsche et le Judaïsme, avec Jacques Le Rider, Cerf
- 1994 Lazarus Bendavid, Etwas über die Charakteristik der Juden (1793) édition bilingue all .hébr. Jérusalem
- 1996 Max Nordau (1849–1923). Critique de la dégénerescence, médiateur franco-allemand, père fondateur du sionisme, avec J. Le Rider et D. Bechtel, Cerf
- 1997 Henri Berr et la culture du XXe siècle, avec A. Biard, E. Brian, Albin Michel
- 2002 Les voyages de l’intelligence. Europe, Palestine, Israël, avec Gabriel Motzkin, CNRS Editions
- 2004 Martin Buber, Lettres choisies 1895–1963, avec F. Heymann, CNRS Editions
- 2006 L’histoire est mon combat. Entretiens avec Pierre Vidal-Naquet, avec H. Monsacré, Albin Michel.
- 2007 Moses Mendelssohn. La naissance du judaïsme moderne, Gallimard, 2004, trad. all. Zürich Berlin.
- 2007 Moses Mendelssohn, Jérusalem ou pouvoir religieux et judaïsme, préf. E. Lévinas, les Presses d’aujourd’hui, 1982, rééd.Tel Gallimard

### Artikel
- 1996: 
  - D’une Bible à l’autre: de Moses Mendelssohn à Buber-Rosenzweig in Revue Germanique Internationale 5, 31–39.
  - La formation des rabbins en France et en Allemagne au XIXe siècle in L. Dupeux et al. (Hg), Eliten in Deutschland und Frankreich im 19. und 20. Jahrhundert, vol.II, 175–183.
  - Louis Massignon face à Israël in D. Massignon (éd.) Louis Massignon et le dialogue des cultures, 293–305.
  - Lazarus Bendavid und die Akademie zu Berlin in H. Wismann et al. (Hg.), Europäische Sozietätsbewegung und demokratische Tradition, Tübingen, vol.II, 1454–1462. Introduction à H. A. Francke “Récit de la conversion, 1692” in Revue de Synthèse, 413–424.
- 1997: 
  - Présentation, in Henri Berr et la culture du XXe siècle, 9–22.
  - A l’origine du kantisme juif : Lazarus Bendavid in G. Bensussan (éd.) La philosophie allemande et les juifs, 67–79.
- 1998:
  - La Teschuva dans la pensée juive du XXe siècle in A. Charles-Saget (éd.) Retour, repentir et constitution de soi, 209–215.
  - Albert Camus, Martin Buber et la Méditerranée in Albert Camus : parcours méditerranéens (= Perspectives 5) Jérusalem, 147–155.
- 1999:
  - Lazarus Bendavid et l’éducation des juifs à Berlin au début du XIXe siècle in P. Schöttler et al. (Hg.) Plurales Deutschland. Allemagne plurielle. Mélanges pour Etienne François, Göttingen, 118–126.
  - Minderheiten als Kulturvermittler Deutschland und Frankreich (= Vorträge französischer Gastprofessoren in Stuttgart), Stuttgart, 14p.
  - De Dessau à Paris: un voyage des princes d’Anhalt 1765–1768 in Roland Desné et alii (Hg.) Form der Aufklärung und ihrer Rezeption. Festschrift zum 70. Geburtstag von Ulrich Ricken, Tübingen, 53–58.
- 2000:
  - De Berlin à Jérusalem: l’écriture de l’Alya chez les juifs allemands in Nadine Kuperty Tsur (éd.) Ecriture de soi et argumentation, Caen, 115–127.
  - Notes sur la première traduction française du Zohar in G. Motzkin et al. (Hg.) Jüdisches Denken in einer Welt ohne Gott. Festschrift für Stéphane Mosès, Berlin, 120–129.
- 2001:
  - Von Weimar bis Jerusalem : Martin Buber und Friedrich Nietzsche in S. Dietzsch (Hg.) Nietzsche in Exil, Weimar, 102–114.
- 2002:
  - Voltaire, les Juifs et l’Europe in Joseph Seiss (éd.) Qu’est-ce que la tolérance ? Perspectives sur Voltaire, Ferney Voltaire, 47–57.
  - Zur Mendelssohn Legende in Frankreich in W. Jasper et al. (Hg.) Preussens Himmel breitet seine Sterne. Festschrift für Julius H. Schoeps, Hildesheim 203–213.
  - Vers d’autres lumières. Les juifs et la raison in E. Benbassa et al. (éds.) L’Europe et les Juifs, Genève, 117–128.
- 2003:
  - Von Glogau nach Paris : Deutsch-jüdische Gelehrte in der französische Kultur in F. Stern et al. (Hg.) Die deutsch-jüdische Erfahrung. Beiträge zur kulturellen Dialog, Berlin 59–68.
  - Lazarus Bendavid und seine Tätigkeit als Direktor der jüdischen Freischule in Berlin in B. Brehm et al. (Hg.) Jüdische Erziehung und aufklärerische Schulreform, München 359–367.
  - La judéophobie savante dans l’ Allemagne des Lumières: Johann David Michaelis in I. Singer et al. (éds.) L’antisémitisme éclairé. Inclusion et exclusion depuis l’Europe des Lumières jusqu’à l’affaire Dreyfus, Leiden, 125–138.
  - Jewish Enlightenment in Paris and Berlin. A Comment in M. Brenner et al. (eds.) Jewish Emancipation Reconsidered. The French and the German Models, Tübingen, 34–38.
  - Börne in Paris in F. Stern et al. (Hg.) Ludwig Börne. Deutscher Schriftsteller, Jude, Demokrat, Berlin, 105–117.
  - D’une mystique à l’autre: Louis Massignon et Gershom Scholem in Au coeur de l’Orient. Relectures contemporaines de l’oeuvre de Louis Massignon, Le Caire (en arabe), 141–153.
- 2005:
  - Retrait de Dieu et Judaïsme moderne in T. Fabre (éd). Dieu. Les monothéismes et le désenchantement du monde, Marseille, 79–84.
  - ‘Mendelssohn ist kein Wunder’. Zur Ikonologie von Moses Mendelssohn in Mendelssohn Studien, Berlin, 14, 9–17.
- 2006:
  - Heinrich Heine und der Einfluss deutscher Juden auf die französische Kultur im 19. Jahrhundert in N. Kaplansky (Hg.) Heinrich Heine in Jerusalem, Hamburg, 138–154.
  - La légende de Mendelssohn en Europe 1786-1945. Une construction séraphique in J. M .Chouraqui et al. (éds.) Enjeux d’histoire, enjeux de mémoire. Les usages du passé juif, Aix en Provence, 275–286.
  - Clio chez les géants : la Monatsschrift für Geschichte und Wissenschaft des Judentums in S. C. Mimouni et al. (éds) Les Revues scientifiques d’études juives : Passé et avenir, Louvain, 121–135.
  - Les voyages de l’intelligence et de l’esprit à ravers l’Europe : de Paris à Leipzig in Lumières européennes. Versailles et la Saxe XVIIe-XXIIe siècles, (= Académie des Sciences Morales, des Lettres et des Arts de Versailles et d’Ile-de-France) Versailles, 131–140
- 2007:
  - Johann Peter Süssmilch et la naissance de la démographie en Prusse in Jean-Pierre Poussou et I. Robin-Romero (éds.) Histoire des familles, de la démographie et des comportements. En hommage à Jean Pierre Bardet, 67–72.
  - Martin Buber et la culture française in Bulletin du Centre de Recherche Français de Jérusalem 18,122-139.
  - Simone Weil et la question juive : nouvelle réflexion in Cahiers Simone Weil, vol.XXX, 315–321.
  - Raison de plus. Moses Mendelssohn et les lumières juives allemandes in N. Weill (éd.) L’Esprit des Lumières est-il perdu ?, Rennes, 137–141.
- 2008:
  - Théologie politique ou Kulturkampf ? Le cas d’Israël, Ph. Cappel, Dieu et la Cité, p. 201–207.[7]